# 제3차 고려-몽골 전쟁
제3차 고려-몽골 전쟁(第參次高麗蒙古戰爭)은 1235년 탕구타이(唐兀台)가 이끄는 몽골 제국군이 고려를 침공해 일어난 전쟁이다.
1235년(고종 22년) 몽골은 남송을 공격하는 길에 따로 탕구타이에게 대군을 주어 다시 고려를 치게 하였다. 몽골은 개주(介州 : 개천)·온수(溫水 : 온양)·죽주(竹州 : 죽산)·대흥(大興 : 예산) 등지에서 큰 타격을 받으면서도 4년간에 걸쳐 전국 각지를 휩쓸었다. 유명한 《황룡사 9층 목탑》도 이때에 파괴되었다. 
이같이 몽골은 육지에 화를 입혔으나 강화도만은 침공치 못하니 조정은 강화도에 웅거하여 방위에 힘쓰는 한편 부처의 힘을 빌려 난을 피하고자 《팔만대장경》의 재조(再彫)를 시작하였다. 그런데 강화도에서는 백성에게 미치는 피해를 우려하여 1238년(고종 25년) 겨울 김보정(金寶鼎) 등을 적진에 보내어 강화를 제의하였고, 몽골은 왕의 입조를 조건으로 이듬해 봄에 철수를 시작하였다. 철수 후 고려는 약속을 이행하지 않다가 몽골의 독촉으로 입조의 불가능함을 말하고 왕족 신안공 전(新安公 佺)을 왕제(王弟 : 왕의 아우)라 칭하여 대신 몽골에 보내고 1241년(고종 28년)에는 신안공의 조카 영녕공 준(永寧公 綧)을 왕자로 가장시켜 몽골에 인질로 보냈다.

## 참고 자료
- 이 문서에는 다음커뮤니케이션(현 카카오)에서 GFDL 또는 CC-SA 라이선스로 배포한 글로벌 세계대백과사전의 "고려 왕실과 원나라" 항목을 기초로 작성된 글이 포함되어 있습니다.